# 利斯維爾鎮區 (密蘇里州亨利縣)
利斯維爾鎮區（英語：Leesville Township）是位於美國密蘇里州亨利縣的一個行政鎮區。

## 地方資料
利斯維爾鎮區的面積為120.72平方千米，當中陸地面積為108.85平方千米，而水域面積為11.87平方千米。根據2020年美國人口普查的數據，當地共有人口1074人，而人口密度為每平方千米8.9人。